# Prix Wakker
 (septembre 2021).
Le prix Wakker est un prix suisse décerné annuellement depuis 1972.

## Histoire

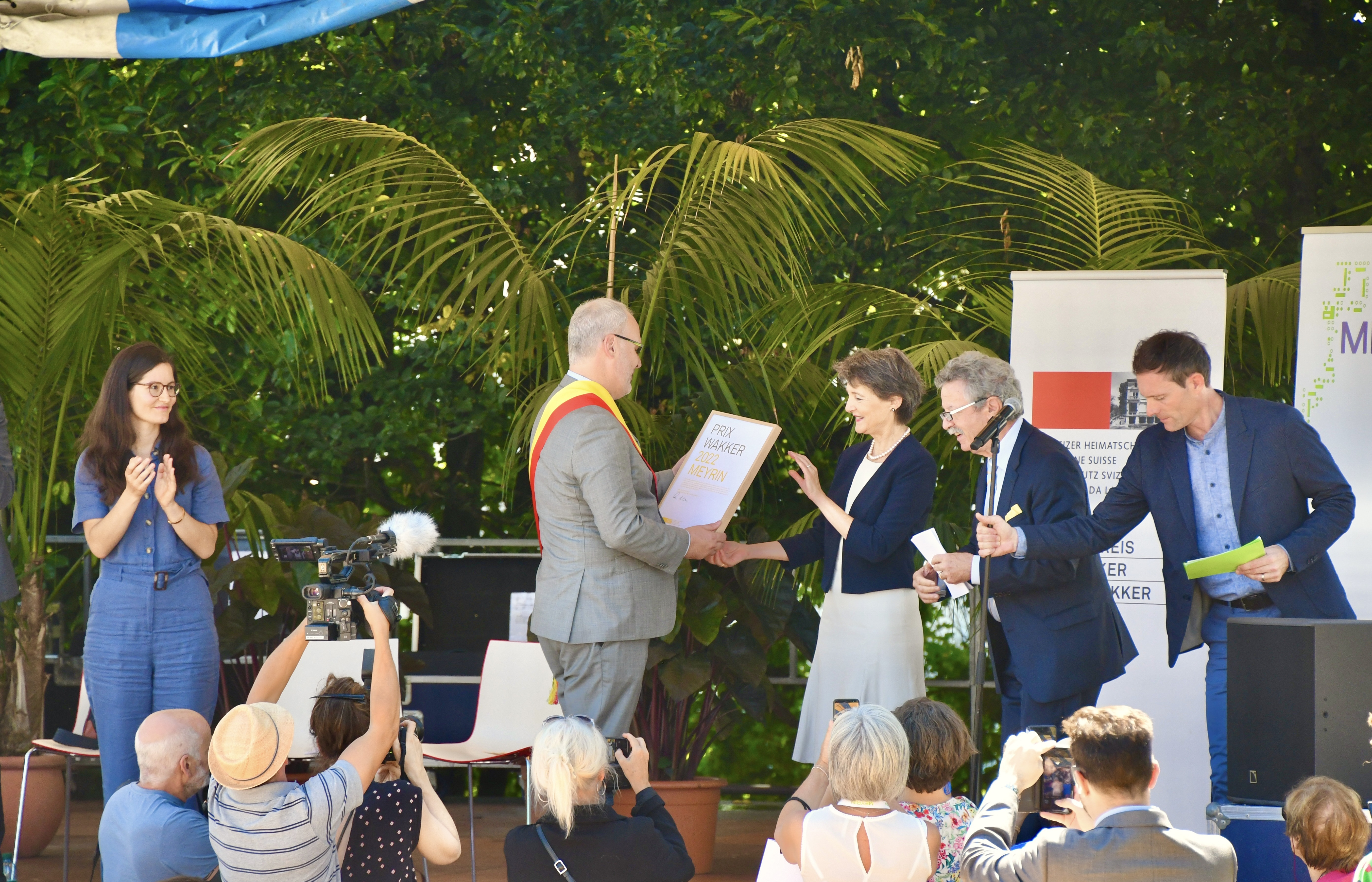
La remise du Wakker à la commune de Meyrin par Simonetta Sommaruga en 2022.

Le prix est décerné par l'association Patrimoine suisse à une commune ou, plus rarement, à un organisme ou une association, et récompense des aménagements urbanistiques de qualité et respectueux du patrimoine bâti historique. 
Il est nommé d'après Henri-Louis Wakker, homme d'affaires genevois qui est à l'origine de ce prix.

## Critères
Le prix est attribué à des communes politiques ou à des organisations qui satisfont aux critères suivants :
- Le développement qualitatif et la revalorisation du site, dans une optique contemporaine, sont manifestes.
- L'approche choisie est respectueuse de l'ancienne structure urbanisée d'une part, du milieu bâti existant d'autre part.
- La commune ou l'organisation s'implique activement pour promouvoir une architecture de qualité supérieure à la moyenne (conseil et motivation) et donne le bon exemple lorsqu'elle réalise ses propres projets de construction (concours d'architecture).
- L'aménagement local répond aux normes actuelles et favorise un développement qui répond aux conditions du prix.
- L'appréciation globale se fonde aussi sur les éléments suivants : protection du paysage et de l'environnement, planification des transports, qualité de l'habitat, gestion durable.

Le prix récompense « un traitement respectueux et contemporain de la substance bâtie » et « distingue des lieux où la population se sent bien dans son habitat et son cadre de travail ». « Toujours plus de communes […] ont reconnu qu'une gestion avisée et donc durable de leur patrimoine construit constitue une vraie opportunité pour leur avenir », comme l'écrit Stefan Kunz, secrétaire général de Patrimoine suisse.

## Liste des lauréats
- 2025 : Poschiavo

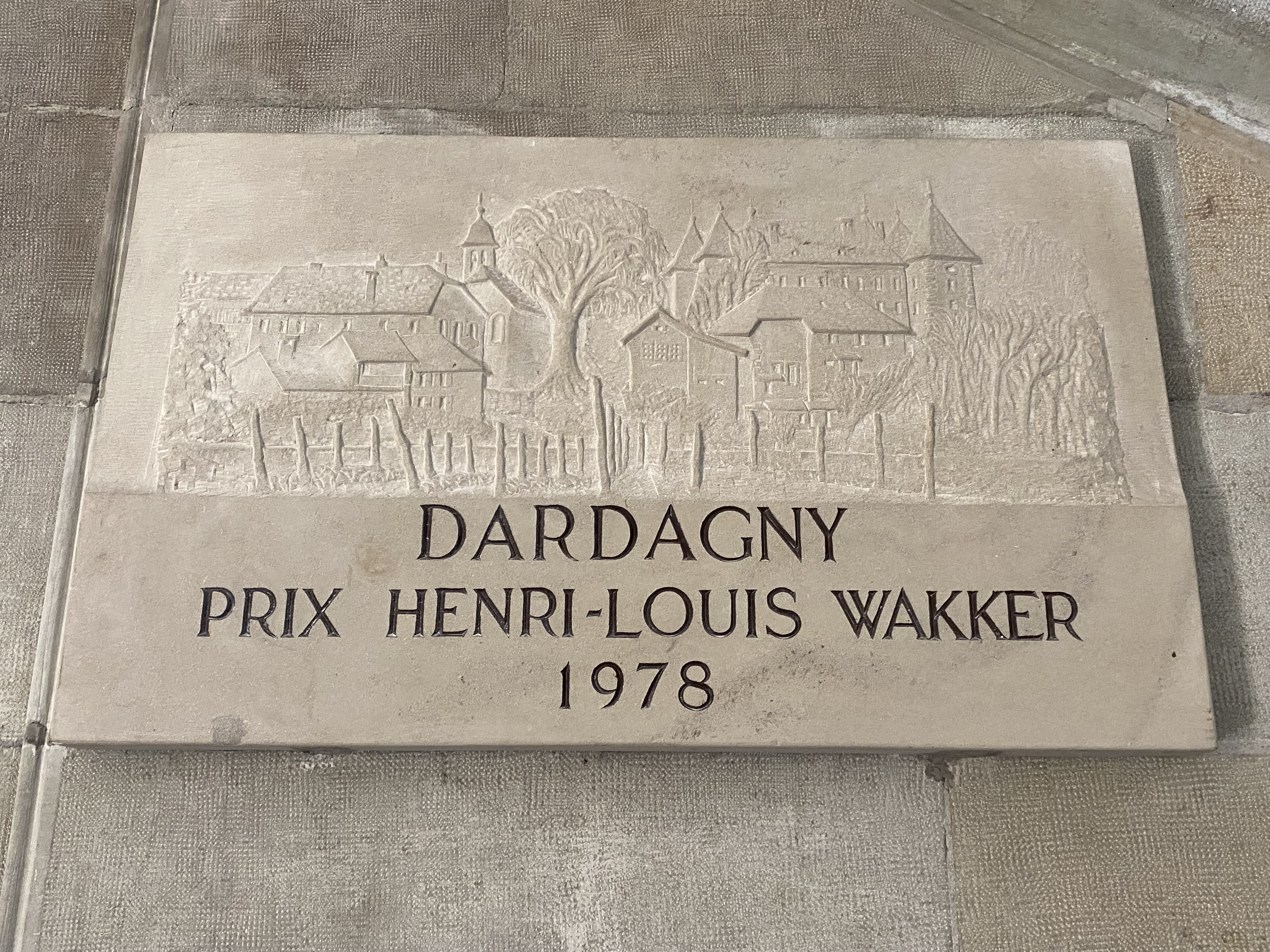
Dardagny 1978.

- 2024 : Verein Birsstadt (10 communes)
- 2023 : Lichtensteig
- 2022 : Meyrin[4]
- 2021 : Prangins[5]
- 2020 : Baden[6]
- 2019 : Langenthal[7]
- 2018 : Nova Fundaziun Origen[8]
- 2017 : Sempach
- 2016 : Rheinfelden
- 2015 : Bregaglia
- 2014 : Aarau[9]
- 2013 : Sion
- 2012 : Köniz[10]
- 2011 : Ouest lausannois (9 communes)
- 2010 : Fläsch
- 2009 : Yverdon-les-Bains
- 2008 : Granges (Soleure)
- 2007 : Altdorf
- 2006 : Delémont
- 2005 : CFF
- 2004 : Bienne
- 2003 : Sursee
- 2002 : Turgi
- 2001 : Uster
- 2000 : Genève
- 1999 : Hauptwil-Gottshaus
- 1998 : Vrin
- 1997 : Berne
- 1996 : Bâle
- 1995 : Splügen
- 1994 : La Chaux-de-Fonds
- 1993 : Monte Carasso
- 1992 : Saint-Gall
- 1991 : Cham
- 1990 : Montreux
- 1989 : Winterthour
- 1988 : Porrentruy
- 1987 : Bischofszell
- 1986 : Diemtigen
- 1985 : Laufenburg
- 1984 : Wil
- 1983 : Muttenz
- 1982 : Avegno
- 1981 : Elm
- 1980 : Soleure
- 1979 : Ernen
- 1978 : Dardagny
- 1977 : Gais
- 1976 : Grüningen
- 1975 : Guarda
- 1974 : Wiedlisbach
- 1973 : Saint-Prex
- 1972 : Stein am Rhein